# Недовольство культурой

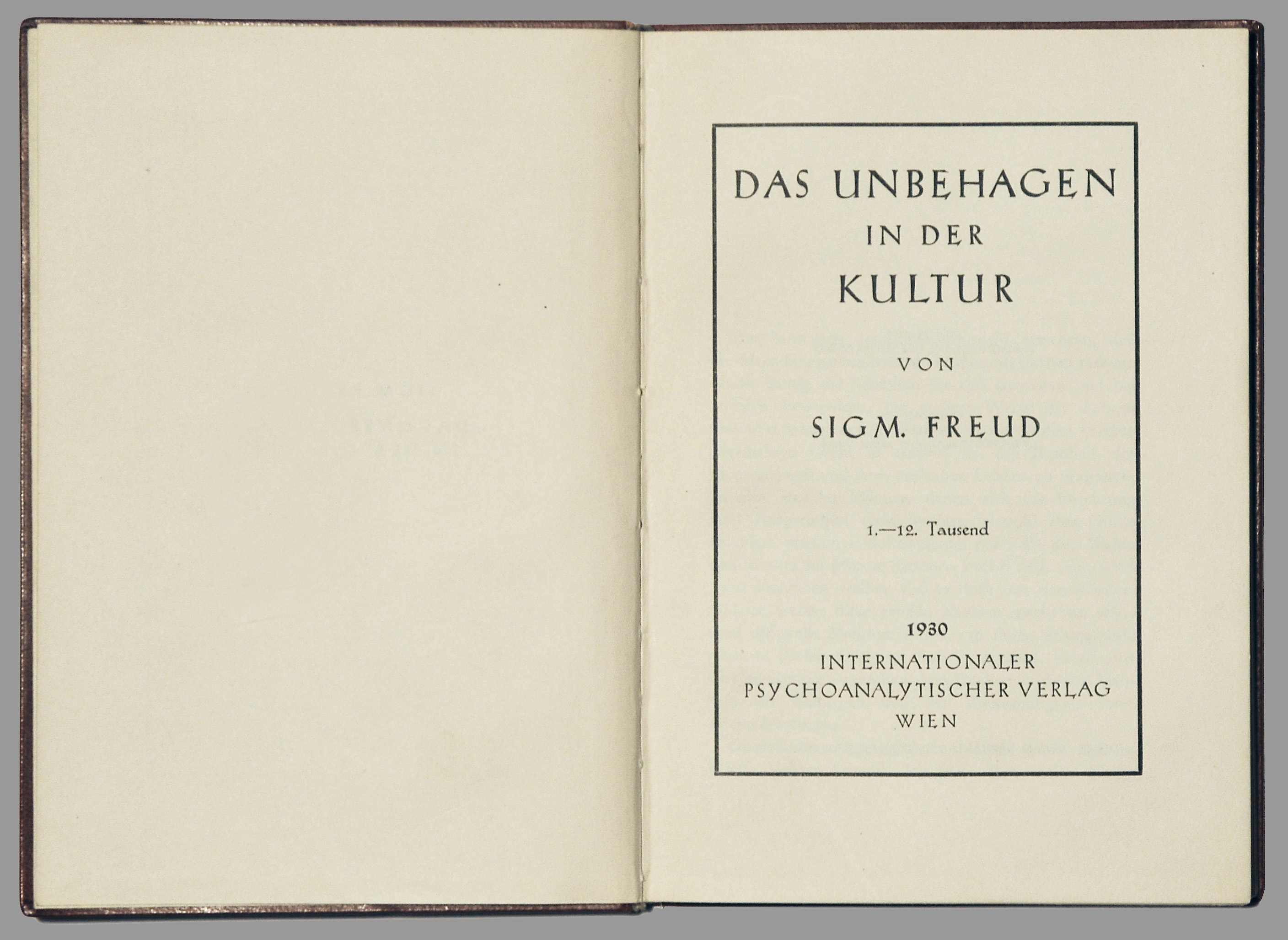
Титульный лист немецкого издания 1930-х годов

«Недовольство культурой» — опубликованный в 1930 году трактат Зигмунда Фрейда, который был написан годом ранее, в начальный период его борьбы с раком челюсти и в преддверии прихода к власти нацистов. Выводы, к которым приходит автор, неутешительны. Ввиду наличия в природе человека влечения к самоистреблению, к смерти, порождаемые этой могучей силой агрессивные импульсы всегда будут искать выхода, вступая в неизбывное противоречие с либидо и с цивилизацией. Окончательное примирение естества и культуры немыслимо, поэтому проблема недовольства цивилизацией не имеет решения. Плата за цивилизацию — чувство вины и недовольство, испытываемое людьми из-за давления своих первобытных инстинктов и неспособности совладать с ними. В трактате Фрейд рисует картину слабого Эго, которое с разных сторон осаждают требующие от него невозможного ид и супер-Эго.

## Содержание
Первая мировая война явилась определяющим переживанием для Фрейда и его современников. Она предстала в качестве первой технологически продвинутой войны; с использованием танков, отравляющих газов и т. д. Массовые убийства происходили, как никогда прежде в истории. Этот опыт породил новое чувство пессимизма в отношении человека и человеческой природы. Сам Фрейд представляет глубоко пессимистические точки зрения в этом трактате. Он переносит внутрипсихические конфликты (между Эго и ид; между принципом удовольствия и принципом реальности, между сознанием и бессознательным и т. д.), которые он проанализировал в своих психоаналитических трактатах, в область человеческой цивилизации. Цивилизация сама, таким образом, определяется как пространство такого же конфликта, которое происходит в психике отдельно взятого индивида. В этом смысле Фрейд придерживается культурного пессимизма, или антимодернизма. Он весьма скептически настроен по поводу достижений цивилизации, что характерно для мыслителей периода, непосредственно предшествовавшего глобальным катаклизмам сороковых годов.

### Введение
В 1927 году Фрейд опубликовал трактат «Будущее одной иллюзии», в котором он подверг критике любую организованную религию и религиозность в целом, определив их как массовое заблуждение, как бегство от реальности существования. «Будущее одной иллюзии» является «приквелом» к данному тексту, поскольку оно знаменует собой первое расширение психоаналитической проблематики не только в сферу индивудуальной психики, а уже в сферу общей культуры и цивилизации в целом. Фрейд и начинает «цивилизацию» отвечая на критику к «Будущее одной иллюзии» с которой выступил его друг, французский писатель и критик Ромен Роллан. Роллан согласен с Фрейдом в вопросе об иллюзорности религии, но утверждает, что людям присуще общее чувство врождённой религиозности. Роллан называет это «океаническим» чувством, в котором человек чувствует себя связанным со всем миром и всем родом человеческим. Это чувство единства, безграничности, беспредельности. Фрейд признает существование этого «океанического» чувства, но отрицает, что оно является врождённой религиозностью. Вместо этого, он объясняет это чувство, обратившись к психоаналитическому опыту.
Беспредельность, единство, чувство единения со всем миром Фрейд отождествляет с инфантильным нарциссизмом. Это этап, который, согласно Фрейду, все младенцы проходят сразу же после рождения, до второго или третьего года жизни. На этом этапе ребёнок чистое «Эго» и пока ещё не различает между субъективным «эго» и объективным внешним миром. Это состояние абсолютного нарциссизма не нарушается, пока ребёнок не понимает, что он не может удовлетворить все свои требования, и таким образом понимает и признаёт свою зависимость от других и объективного мира. Мир выступает как «нечто чуждое», другими словами — только лишь как негативный опыт для ребёнка: как невозможность удовлетворения требований, нарушение желания удовольствия, как угроза и как нечто мучительное. Объективный мир для Фрейда всегда не что иное, как объект желания, и объективный мир даёт знать о своём присутствии тем, что эго не может удовлетворить свои желания, и это удовлетворение должно исходить от других, которых эго не в состоянии контролировать.

#### Фигура отца
«Религиозное» чувство, описываемое Ролланом, Фрейд интерпретирует как психические следы и остатки этого первоначального инфантильного нарциссизма. Он отмечает, что это не редкость для остатков предшествующих этапов психического развития оставаться частью психики, даже когда стадия, как таковая, была заменена последующей стадией психического развития. «Океаническое» чувство — именно такой психический остаток нашего нарциссического эго. Фрейд делает вывод, что всё же источником религиозного чувства является не просто память первичного нарциссизма, а скорее беспомощность, как беспомощность ребёнка, его потребность в защите от сильной, более мощной силы. Поэтому религии, обычно, проецируют своих богов в виде фигуры отца, в чём намёк на нужду в покровительской фигуре.

### Двусторонний характер принципа удовольствия
Фрейд задаётся вопросом о смысле человеческой жизни и утверждает, что «мы вряд ли ошибемся, если скажем, что идея смысла жизни возникает вместе с религиозными системами и рушится вместе с ними». Поэтому он обращается к более скромному вопросу: что сами люди полагают целью и смыслом жизни, если судить по их поведению, чего они требуют от жизни, чего хотят в ней достичь? Он приходит к заключению, что цель жизни просто задана принципом удовольствия.
В своем положительном проявлении, принцип удовольствия просто подразумевает эгоистическое побуждение к удовлетворению всех наших требований, это побуждение к удовольствию. Но индивид быстро понимает, что внешний мир и требования других являются помехой и препятствуют удовлетворению многих желаний —таким образом формируется принцип реальности, наше понимание того, что не все наши требования могут быть удовлетворены. Это формирует второе, отрицательное выражение принципа удовольствия — как можно чаще избежать неудовольствия. Таким образом, мы учимся отказываться от желаний и требований, которые не могут быть удовлетворены, так как это вызывает у нас меньшее неудовольствие, чем последовать недоступному желанию и остаться неудовлетворенным. Задача избегнуть страдания вытесняет на второй план стремление к удовольствию.
Паллиативные меры — стратегии, которые помогают избежать жизненных страданий:
- Сильное отвлечение: мы перенаправляем наши требования и желания в сферы деятельности, где они более свободно могут быть удовлетворены. В этой категории Фрейд включает научную деятельность или другие формы профессиональных достижений. Это пути наименьшего сопротивления. (Самая тесная связь с реальностью.)
- Заменители удовлетворения: это различные формы компенсации за отсутствие других удовольствий. Здесь Фрейд включает все формы иллюзий, в том числе религиозный пыл, фантазии, уход в искусство и т. д.
- Интоксикации: мы убегаем от недовольств, стараясь их забыть, избегая их, обращаясь к таким веществам, как алкоголь, наркотики и т. д. В таком случае лечатся симптомы (недовольство), а не причины недовольства. Как стратегия, избегание и отрицание может ещё более увеличить реальное недовольство, которое индивид пытается излечить. (Наименьшая связь с действительностью).

Типичные реакции на потребность в удовольствии и защите от неудовольствия:
- удаление, аскетизм, монашеская жизнь, умерщвление инстинктов;
- идти в атаку = человек действий, политик, реформатор и т. д.; контроль над инстинктами;
- смещение или сублимации = нахождение удовольствий заменой более контролируемых источников, таких, как научные работы, учёность и т. д.
- бегство в иллюзии = фантазии, религия, наркотики и т. д.;
- принятие «эстетического» отношения к жизни = культивирование любви к красоте (по существу, ещё один заместитель удовлетворения), любви к искусству; особенный способ нахождения удовлетворение = находить красоту в мире, видя «положительные» стороны всего;
- преобразование мира путём обращения к благотворительности и к другим формам милосердного взаимодействия с миром и обществом = преобразование Эрос в «Каритас» (лат. caritas — милосердие, жертвенная любовь), общая любовь и забота над человечеством; работа по улучшению реальности таким образом, чтобы она порождала меньше возможностей неудовольствия для всех.

### Цивилизация
Цивилизация — стратегия отказа от мощных индивидуальных удовольствий, получение которых непредсказуемо и нерегулярно в пользу более постоянных, но менее интенсивных удовольствий. Вместо того, чтобы удовольствие было «эпизодическим» и редко удовлетворялось, удовольствие может быть управляемо и контролируемо. Мы жертвуем интенсивностью, в пользу более ограниченных, но постоянных удовольствий. Избыток, таким образом, уступает место умеренности.
Цивилизация сама по себе — это механизм или тактика для перераспределения удовольствия, не только в экономии отдельных удовольствий, но и в более равномерном распределении удовольствий среди физических лиц; она также требует компромиссов от нашего врождённого эгоцентризма.
Мы учимся и распределять, и накапливать для дальнейшего использования.

### Три источника человеческого страдания
- Человеческое тело: оно хило, слабо, смертно; болезненно.
- Мир: превосходство природы, природные катастрофы, наша неспособность управлять природой, природа, как необходимость.
- Социальные отношения: общество, социальное законодательство, другие человеческие существа — всё это также ограничивает удовлетворение удовольствиями.

Из этих трёх источников первые два кажутся неизбежными, мы не можем преодолеть слабости нашего тела, и мы никогда не будем управлять полностью природой.
Но третья категория — категория социальных отношений, кажется, должна быть под контролем человека. Мы не можем объяснить, почему не обходимся без социальных страданий, почему не регулируем социальные взаимодействия таким образом, чтобы избежать наибольшего неудовольствия для всех. Это приводит Фрейда к одной из его центральных гипотез: причина, почему мы не можем обойтись без социального недовольства, состоит в том, что часть природы лежит в основе социального конфликта. Другими словами, наши социальные соглашения не просто устанавливаются логикой и здравым смыслом, но также функционированием и проявлением наших инстинктов. Конфликт, который возникает для нас, как социальный конфликт является отражением напряжённостей, которые возникают в структуре психики человека. Мы не можем избежать социальных конфликтов, потому что это просто повтор на коллективном уровне психических конфликтов отдельной личности. Природа, в целом, остаётся общим знаменателем всех наших источников боли.
Это приводит Фрейда к формулировке нового тезиса: существование агрессивного инстинкта, параллельного и дополнительного нашему первичному инстинкту, либидному или инстинкту жизни.

### Цивилизация, как источник нашего несчастья, нашего дискомфорта и недовольства
Цивилизация, хотя её цель, казалось бы, — уменьшение человеческих бед и страданий, на самом деле, согласно Фрейду, частично несёт ответственность за страдания. Этим объясняется наша подсознательная враждебность по отношению к цивилизации.

#### Цель цивилизации
- Она защищает людей от природы, обеспечивает «линию обороны».
- Она регулирует и регламентирует взаимоотношения между человеческими существами, она устанавливает правила нашей организации и взаимодействия.
- Но кроме этих более прагматичных, утилитарных аспектов, цивилизация также способствует таким, кажущимся бесполезным, вещам как, например, красота (искусство), порядок, правила гигиены, одним словом, цивилизация также создаёт «роскошь» и «излишества». Она повышает «качество жизни».

#### Отрицательные стороны цивилизации
- Сила отдельных личностей приносится в жертву, в пользу «силы группы»; сильные люди находят, что они отодвинуты на задний план и должны делать большие уступки, чтобы оставаться частью группы. Здесь Фрейд ссылается на известную ницшеанскую тематику: подчинение могущественных людей нормам морали, которую придумали и утвердили слабые личности для их собственной защиты.
- Цивилизация ограничивает свободу и, в частности, свободу личности. Мы ошибочно считаем, что социальные институты поощряют и защищают нашу свободу, но на самом деле они ограничивают её и, следовательно, являются причиной значительного недовольства.
- Условия цивилизации требуют от нас отказа от инстинктов. Из теории Фрейда ясно, что это самое трудное испытание для человека, потому что мы в корне эгоцентричны и стремимся к удовлетворению наших инстинктов. Кроме того, Фрейд считает, что эти отречения могут обернуться против нас, они могут возвратиться в патологической форме, как «возвращение вытесненного».
- Цивилизация накладывает ограничения на сексуальность, она не только диктует, какие формы сексуального выражения «допустимы», но даже накладывает строгие ограничения на допустимые формы сексуальности. Например, общество настаивает на моногамии, верности одному партнеру, ограничивает сексуальные выражения в соответствии с гендерными ролями и т. д.

Таким образом, когда люди вступают в социальные связи и строгие правила цивилизации, они жертвуют часть своего счастья в пользу большей безопасности. Это, по существу, экономическое решение: мы обмениваем немедленное удовлетворение в пользу долгосрочной стабильности. Другими словами, мы отказываемся от удовольствия одной большой и интенсивной «оплатой» и выбираем вместо этого удовольствие в рассрочку, разбитое на небольшие выплаты в течение более длительного периода времени. Согласно Фрейду, всё это приводит к чувству, которое он называет «культурным разочарованием»: мы чувствуем себя подавленными, ограниченными нашей культурой. Что цивилизация и умение владеть нашими инстинктами предлагают нам — это большая предсказуемость, компенсирующая отречения, которые мы должны сделать.

### Как возникает цивилизация
- Эрос и Ананке, любовь и необходимость, как родители цивилизации.
  - Семья как зачаточная ячейка общества развивается из желания удалить элемент случайности из половых удовлетворений; «примитивный» отец требует постоянного присутствия матери и компенсирует это путем предоставления стабильного удовлетворения её материальных, жизненных потребностей.
  - Каритас, или обобщенная любовь к человечеству в целом, выступает в качестве стратегии избежания негативных сторон исключительной любви. Любовь не только даёт нам наибольшее удовлетворение, но и делает нас более уязвимыми, чем любая другая эмоция. Чтобы избежать или свести к минимуму эту уязвимость, мы инвестируем наши эротические импульсы в несколько объектов. Следует ещё раз отметить экономическое мышление Фрейда: даже в любви мы хеджируем наши ставки, защищаем себя от эротического банкротства, как бы диверсифицируя наш «эротический» портфель.
  - Цивилизация также возникает из тотемической культуры на основе стратегического объединения слабых сыновей против власти и авторитета отца. Объединение сыновей, то есть их отказ от взаимной враждебности с целью стратегического альянса против отца, является одним из первых актов цивилизации. Следует обратить внимание, что в этой концепции цивилизация возникает из отрицательного, агрессивного импульса. Состояние «войны всех против всех», что представляет собой состояние природы, временно приостанавливается, но только для того, чтобы свергнуть взаимного и более мощного «врага».
- Эрос и Танатос, любовь и смерть, любовь и агрессия.
  - Фрейд пересматривает свою теорию инстинктов. Хотя он ранее сосредоточивался главным образом на либидном инстинкте (Эрос), теперь он признает наличие так называемого «агрессивного инстинкта», который он связывает с богом смерти, Танатосом. Фрейд ранее выступал против тех, кто постулировал существование агрессивного инстинкта и сопротивлялся принятию этого понятия, но в своих поздних работах (после Первой мировой войны), однако, он, неохотно, принимает эту гипотезу.

| Эрос                    | Танатос                    |
| ----------------------- | -------------------------- |
| межчеловеческие связи   | разрыв, растворение связей |
| любовь и «Каритас»      | агрессия                   |
| жизнь                   | смерть                     |
| побуждение к интеграции | война всех против всех     |

- Фрейд понимает цивилизацию, параллельно его концепции индивидуальной психики, как продукт борьбы между этими двумя основными инстинктами. Сама цивилизация, таким образом, является «противоборством», продуктом антагонистических побуждений и импульсов. Типы цивилизаций, которые возникают отражают различные смеси этих двух инстинктов, так что сами общества, или культуры, могут иметь особенный или своеобразный психологически определимый «характер».

### Агрессивный инстинкт и формированиеСупер-Эго(Сверх-Я)
- Фрейд возвращается, в контексте агрессивного инстинкта, к своей работе над супер-эго и рассматривает три различных возможных развития происхождения этой психической функции, единственная цель которой (в виде совести) является дисциплинирование и наказание эго.
  - Супер-Эго представляет собой интроекцию в психику внешнего авторитета, особенно отцовского или родительского в целом. Этот тезис согласуется с тем, что Фрейд рассматривал в контексте его обсуждения Эдипова комплекса и его разрешения.
  - Супер-Эго развивается как интернализация тех агрессивных инстинктов, которые не могут быть успешно реализованы наружу:
    - Экономика психики диктует, что инстинкты никогда не могут быть рассеяны, но только переадресованы или перенаправлены. Так как цивилизация заставляет нас следить за и подавлять наши агрессивные инстинкты, то эти инстинктивные импульсы, которые были подавлены, направляются внутрь и обращаются против самого эго. Эта внутренне направлена агрессия становится основой для супер-эго и эго-наказания.
    - Чем больше агрессии перенаправлено внутрь, тем большую силу обретает супер-эго. Это объясняет то, почему те, кто менее всего склонен к аморальным поступкам — это те, кто наиболее сурово наказываются своей же собственной совестью.
    - Для Фрейда все импульсы являются двунаправленными, поэтому могут быть внешне или внутренне ориентированными; те импульсы, которые не могут быть направлены против внешних объектов, могут быть перенаправлены внутрь, против самого себя, — и наоборот.

  - Фрейд признает, что эти два возможных пути формирования супер-эго кажутся потенциально противоречивыми. Чтобы решить это противоречия он предполагает, что первый и второй путь формирования на самом деле правильны и дополняют друг друга, что делает супер-эго ещё более мощной функцией. Он затем предполагает, что это не столько интроекции внешнего авторитета, как в первом предположении (где интроекция объясняет связь между Эго и внешней воспитывающей фигурой), но, возможно, просто агрессия, которую эго испытывает против отца (или родителей), которая не может быть направлена на её истинный объект, и, следовательно, направляется внутрь против самого эго, является ответственной за эту связь. Таким образом, Фрейд объединяет первый и второй тезис и постулирует третий тезис о возникновении супер-эго. Оно возникает и из-за интроекции внешнего авторитета и, в то же время, из-за интернализации агрессии против авторитетной фигуры.
- Супер-Эго и чувство «вины».
  - теория супер-эго объясняет, почему мы чувствуем себя виноватыми не только из-за злодеяний, которые мы на самом деле совершаем, но и просто из-за намерений совершить проступки, даже если сам проступок не совершается.
    - Вина — производное чувство от супер-эго как внутреннего психического механизма, которое служит интересам цивилизации, подавляя наши агрессивные инстинкты.
    - Мы чувствуем себя виновными даже просто из-за желания творить зло.

  - Мы должны различать раскаяние от чувства вины. Раскаяние мы чувствуем после совершения неприемлемых поступков. Вина же не требует действий, а просто мысль или намерение уже вызывают чувство вины. Раскаяние мы чувствуем после факта, вину — перед фактом или в отсутствие факта.
  - Фрейд заключает, спрашивая, почему наше недовольство цивилизацией, которая ограничивает нашу инстинктивную жизнь и в конечном счёте, становится, в виде супер-эго, самым серьёзным тираном и надсмотрщиком, выражает себя лишь как смутное чувство дискомфорта. Его ответ: потому что чувство дискомфорта от недовольства культурой является одной из форм психической тревоги, и, как все тревоги, оно находится в бессознательном состоянии, непризнаваемо и даже неузнаваемо сразу, потому что оно подавлено и цензурировано.
  - Ценой человеческого присоединения к цивилизации, согласно Фрейду, таким образом, является то, что мы становимся цивилизованными, принося в жертву часть нашего эгоистического счастья и так же поддаваясь всеобъемлющему чувству вины. Это то, что представляет собой наше «недовольство» цивилизацией, несмотря на очевидные выгоды, которые она приносит нам.

### Выводы
- Конфликт с цивилизацией преобразовывает нашу психику в мазохистский механизм наказания и дисциплинирования нашего эго. Это и отличает принципиально Супер-Эго от других предыдущих теоретических разработок, таких как механизм цензуры «предсознательного».
- Супер-эго не врождённая психическая функция, это не исходная часть психики при рождении. Оно не дано априори, как бессознательное (Ид) и эго.
- Супер-эго является производной психической функцией, продуктом напряжённости в отношениях между индивидуальным эго и дисциплинарными механизмами общества, с которым Эго должно взаимодействовать.
- Это приводит к де-универсализации теории Фрейда, так как Супер-эго не всеобщая единообразная психическая функция, как Ид или Эго, а психическая конструкция, которая меняется в зависимости от социального контекста, с которым оно сталкивается.
- Это позволяет предположить, и, возможно, это то, что Фрейд подразумевает, когда он говорит, кратко, в заключении книги, о «культурном неврозе», что различные типы обществ вырабатывают различные формы супер-эго.

## Влияние
Данная статья стала предметом конференции "Ментальный подход и ментальные технологии как средства реализации автономии личности", проведённой в 2018 году.